# Stipagrostis pungens
Stipagrostis pungens är en gräsart som först beskrevs av Desf'., och fick sitt nu gällande namn av De Winter. Stipagrostis pungens ingår i släktet Stipagrostis och familjen gräs. Inga underarter finns listade i Catalogue of Life.